# Souto Soares
Souto Soares est une municipalité brésilienne de l'État de Bahia et la Microrégion d'Irecê.